# Lysimeter
Een lysimeter is een opstelling waarmee de invloed van plantengroei op de waterhuishouding van de bodem wordt onderzocht.
Een lysimeter kan bestaan uit een betonnen bak van ongeveer twintig meter lang, twintig meter breed en een vijftal meter diep. Onder in de bak kan men water aftappen en op deze wijze kan men een waterbalans maken. Dit water zou, onder meer natuurlijke omstandigheden, toegevoerd worden aan het grondwater. Zo kan men bijvoorbeeld bepalen hoeveel water er door de vegetatie wordt verdampt.
Zo werd met lysimeters ontdekt dat naaldbomen wel tot drie maal zoveel water verdampen als loofbomen. Dit soort resultaten zijn van belang bij het kiezen van beheersvormen voor kwetsbare gebieden.